# Jan Mayzel
Jan Kazimierz Mayzel (ur. 5 stycznia 1930 w Milanówku, zm. 28 grudnia 2021 w Warszawie) – polski aktor.

## Życiorys

### Kariera teatralna
W 1955 ukończył studia na PWST w Krakowie. W latach 1955–1957 był związany z krakowskim Teatrem Młodego Widza (obecnie Teatr Bagatela). Następnie grał w teatrach: im. Juliusza Osterwy w Lublinie (1957–1958), Powszechnym w Warszawie (1957–1967), Komedia (1968–1984 i 1987–1990), Dramatycznym w Elblągu (1984–1986), Dramatycznym w Warszawie (1986–1987), Północnym Centrum Sztuki (1990–1991), Współczesnym w Warszawie (1995) i Muzycznym „Roma” (1999). 

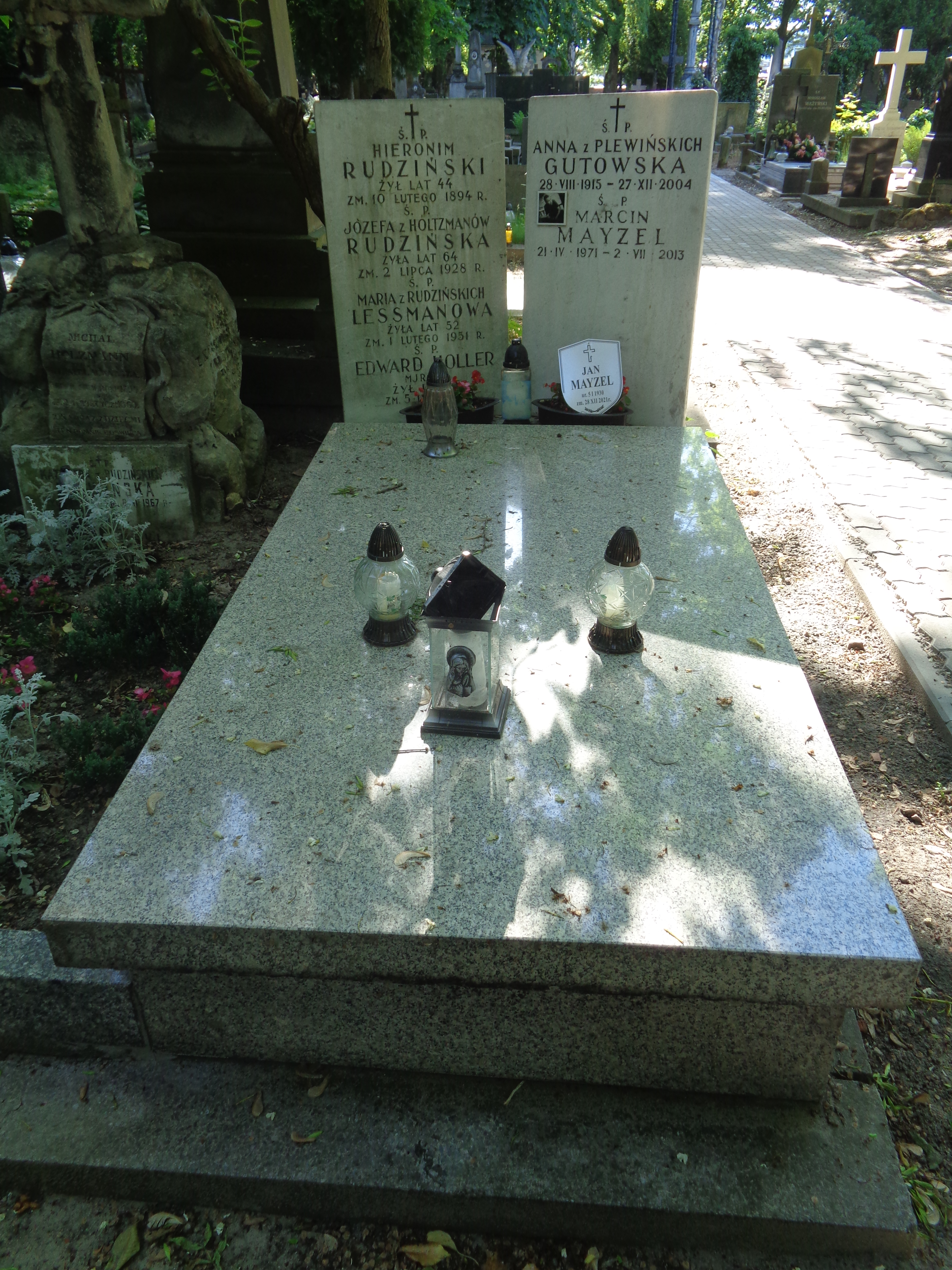
Nagrobek Jana Mayzela na cmentarzu Powązkowskim

W 2018 zastąpił Wojciecha Pokorę w roli Dyndalskiego w Zemście Aleksandra Fredry w reż. Waldemara Śmigasiewicza w Och-Teatrze. 

### Kariera ekranowa
W 1957 zadebiutował przed kamerą jako student w filmie Leonarda Buczkowskiego Deszczowy lipiec. Swojego głosu użyczał panu Biedronce w serialu animowanym Pszczółka Maja (1975). Rozpoznawalność zyskał dzięki roli Walentego w Karierze Nikodema Dyzmy (1980) i amatora kupna samochodu w Zmiennikach (1986). W serialu Na dobre i na złe grał postać pacjenta Franciszka Kwietnia. Po raz ostatni na planie filmowym pojawił się w roli prałata Chełmickiego w filmie biograficznym Roberta Glińskiego Zieja (2020).
Brał udział w realizacjach Teatru Polskiego Radia w reżyserii Bronisława Dardzińskiego i Izabelli Cywińskiej, a także Teatru Telewizji w reż. Stanisława Wohla, Zygmunta Hübnera, Adama Hanuszkiewicza, Barbary Borys-Damięckiej i Magdaleny Łazarkiewicz.

## Życie prywatne
Był żonaty z aktorką Zofią Kucówną. Jego drugą żoną była aktorka Zofia Merle. Mieli syna Marcina (ur. 21 kwietnia 1971, zm. 2 lipca 2013).
Uroczystości pogrzebowe Jana Mayzela odbyły się 19 stycznia 2022. Po mszy świętej w kościele pw. św. Karola Boromeusza urna z prochami aktora została złożona w grobie rodzinnym na cmentarzu Powązkowskim (kwatera 64–5–1,2,3).

## Wybrana filmografia
- 1957: Deszczowy lipiec – student
- 1963: Dwa żebra Adama – inżynier Leszek Nowicki
- 1965: Podziemny front – konspirator, kolega Ryśka (odc. 3)
- 1980: Punkt widzenia – urzędnik w ZUS (odc. 3 i 6)
- 1980: Miś
- 1980: Grzeszny żywot Franciszka Buły
- 1981: W wannie – członek rady zakładowej
- 1981: Najdłuższa wojna nowoczesnej Europy – ojciec przełożony klasztoru (odc. 7)
- 1982: Jeśli się odnajdziemy – Zasada
- 1982: Niech cię odleci mara – kamasznik
- 1984: Siedem życzeń – kierownik restauracji „Bajka”
- 1986: Zmiennicy – mężczyzna, który chciał kupić samochód
- 1986: Bohater roku – Mężczyzna robiący interesy z Danielakami
- 1987: Kingsajz – portier w „Victorii”
- 1988: Akwen Eldorado – Krążek, współpracownik gangu
- 1989: Janka – mężczyzna w gospodzie (odc. 10)
- 1989: Po upadku – archiwista
- 1991: Koniec gry – kierownik domu towarowego
- 1992: Kawalerskie życie na obczyźnie – sztygar w kopalni
- 1993: Dwa księżyce – urzędnik z magistratu
- 1995: Tato - taksówkarz
- 1995: Pułkownik Kwiatkowski – recepcjonista w hotelu „Polonia”
- 1999: Tygrysy Europy – opiekun lotniska
- 2000–2010: Na dobre i na złe – pacjent\właściciel mieszkania\Franciszek Kwiecień
- 2001: Marszałek Piłsudski – lekarz robiący zastrzyk Piłsudskiemu
- 2002: Klan – profesor Białkowski, lekarz pediatra i alergolog badający Pawła Lubicza jr
- 2004: Kryminalni − adwokat (odc. 5)
- 2004: Pensjonat pod Różą – notariusz Kulwikowski (wystąpił w 1 odcinku)
- 2007: Ryś – Cieszkowski
- 2007: Pitbull
- 2007: Kopciuszek – starzec
- 2017: Ostatni garnitur – Piotrek
- 2020: Zieja – prałat Chełmicki

## Polski dubbing
- 2004: Rogate ranczo – Larry
- 2001: Psy i koty
- 2000: 102 dalmatyńczyki – Inspektor Armstrong
- 1993–1997: Wesoły świat Richarda Scarry’ego
- 1988–1993: Hrabia Kaczula
- 1976: Ja, Klaudiusz – Sentor
- 1975: Pszczółka Maja – Pan Biedronka
- 1973: Robin Hood – Brat Tuck
- 1961: 101 dalmatyńczyków